# Calle del Ventorrillo
La calle del Ventorrillo es una breve vía pública de la ciudad española de Madrid, situada en el barrio de Embajadores, entre las calles de la Huerta del Bayo y del Casino, hasta la ribera de Curtidores. Al parecer tomó tal nombre por encontrarse en ese lugar el ventorrillo del Sol, muy popular en el antiguo camino de bajada al río Manzanares durante la romería de Santiago el Verde entre los siglos xvi y xviii.

## Historia
Aunque no queda totalmente trazada en el plano de Teixeira, en el de Espinosa figura con este nombre, en el entorno del paraje que el cronista mayor de Madrid, Mesonero Romanos, identifica como huerta del Bayo, por ser al parecer su dueño original un legendario "clérigo Bayo". Desaparecido el ventorro en fecha incierta, le quedó el título a esta calle, que Pedro de Répide ordenaba en el barrio de la mencionada huerta del Bayo, en el antiguo distrito de la Inclusa y la parroquia de san Millán.
A comienzos del siglo xxi la calle fue noticia por la resistencia numantina que unas ancianas inquilinas de la corrala del número 7 de la calle del Ventorrillo, protagonizaron en periódicos y otros medios, cuando tras la muerte del antiguo casero, las ancianas sufrieron el acoso incondicional de los especuladores inmobiliarios, ante la indiferencia del Ayuntamiento de la Villa.